# Christian Frisch (Radsportler)
Christian Frisch (* 3. Juli 1891 in Kopenhagen; † 7. Dezember 1954 ebenda) war ein dänischer Radrennfahrer und nationaler Meister im Radsport.

## Sportliche Laufbahn
Frisch (auch Kristian Frisch; mit vollständigem Namen Christian (Kristian) Peter Johannes Ansgar Frisch) war im Straßenradsport aktiv. Er startete für den Verein Birkerød Cycle Club. Sein erster größerer Erfolg war der Sieg in der Sjælland Rundt 1915. 1917 war sein erfolgreichstes Jahr. Er wurde dänischer Meister im Straßenrennen und gewann das damals in Skandinavien bedeutendste Etappenrennen, die schwedische Mälaren-Rundfahrt vor dem Schweden Erik Westerberg. Bei den nationalen Meisterschaften 1919 gewann er die Bronzemedaille hinter dem Sieger Carl Mortensen. 1920 war er Teilnehmer der Olympischen Sommerspiele in Antwerpen. Beim Sieg von Harry Stenquist belegte er den 19. Platz.